# Fluvioglacijalni sediment
Fluvioglacijalni ili glaciofluvijalni sediment je sediment (naslaga) nataložen uz određeno sortiranje sastojaka po veličini i težini. Nastaje zbog otapanja leda i snijega čime nastaje voda koja prenosi taj talog.